# Saimiri sciureus albigena
El mono ardilla colombiano (Saimiri sciureus albigena), también conocido como tití ardilla, es una subespecie de primate, nativa del piedemonte de la Cordillera Oriental de Colombia, de los bosques de galería aledaños en los Llanos orientales y del Alto Magdalena.

## Características
Pelo de la corona hasta las cejas negro, con tintes grises y pintas blancuzcas; hombros y la superficie dorsal de la cola (excepto la punta negra de la cola) crema; los flancos del pecho y los lados exteriores de las extremidades de color gamuza a ocre pálido, listrado de gris y negro; Espalda superior amarilla agouti con manchas grises y negras, resto de la espalda y base de la cola color anaranjado manchado de ocre pálido y negro; mueñeca y antebrazo agouti a gris obscuro con pintas anaranjadas; manos y pies ocre anaranjado.

## Taxonomía
Basados en el análisis filogenético algunos expertos consideran que este taxón debería considerase como una subespecie de Saimiri cassiquiarensis, nueva especie que incluiría S. s. albigena, parte de los especímenes catalogados como S. c. macrodon y el taxón hermano S. s. cassiquiarensis. Tanto S. s. albigena es un taxón monofilético, también S. s. assiquiarensis, S. s. macrodon es polifilético: los ejemplares de suroeste de Colombia están más cerca de S. s. albigena; los del occidente de Brasil más cerca de S. s. cassiquiarensis; y el resto forman un taxón hermano de las otras dos subespecies. También ha sido propuesto que Saimiri albigena sea reconocida como especie diferente.